# Slag bij Somosierra
De Slag bij Somosierra vond plaats op 30 november 1808 tijdens de Spaanse Onafhankelijkheidsoorlog. Keizer Napoleon I probeerde via de pas van Somosierra de stad Madrid te bereiken. In de pas stuitte hij op een Spaans leger dat de weg naar Madrid bewaakte.

## Aanloop
In november 1808 was het Spaanse leger nagenoeg verdreven en verslagen door de Franse Grande Armée. Om de overwinning in Spanje te vervolmaken trok Napoleon I zelf met een leger van 40.000 man op naar Madrid. Het leger van generaal Benito San Juan bestond voor een groot deel uit milities, reservisten en andere gevluchten soldaten. Onder zijn commando zette dat leger de mars in naar de Sierra de Guadarrama. Drieduizend van zijn mannen liet hij achter in Sepúlveda en met de rest marcheerde hij door naar Somosierra.

## Slag
De Spaanse troepen konden in de pas niet gemakkelijk in de flanken worden aangevallen en daarom besloot Napoleon zijn Poolse cavalerie in te zetten. De Poolse cavalerie stond onder leiding van Jan Leon Kozietulski en hij ging met zijn troepen volop in de aanval. De Spanjaarden hadden hun kanonnen in vier verschillende batterijen over de pas verdeeld om de Franse opmars tegen te houden. De Polen slaagden er succesvol in om de eerste batterij uit te schakelen, Kozietulski verloor daar echter zijn paard.
De aanval van de Polen door de pas werd voortgezet door de Poolse luitenant Niegolewski. Hij leidde de aanval op de vier resterende batterijen en slaagde in om het bevel uit te voeren. Zodra Napoleon vernam dat de batterijen uitgeschakeld waren gaf hij zijn soldaten het teken om op te trekken en de laatste Spaanse soldaten uit de pas te verdrijven.

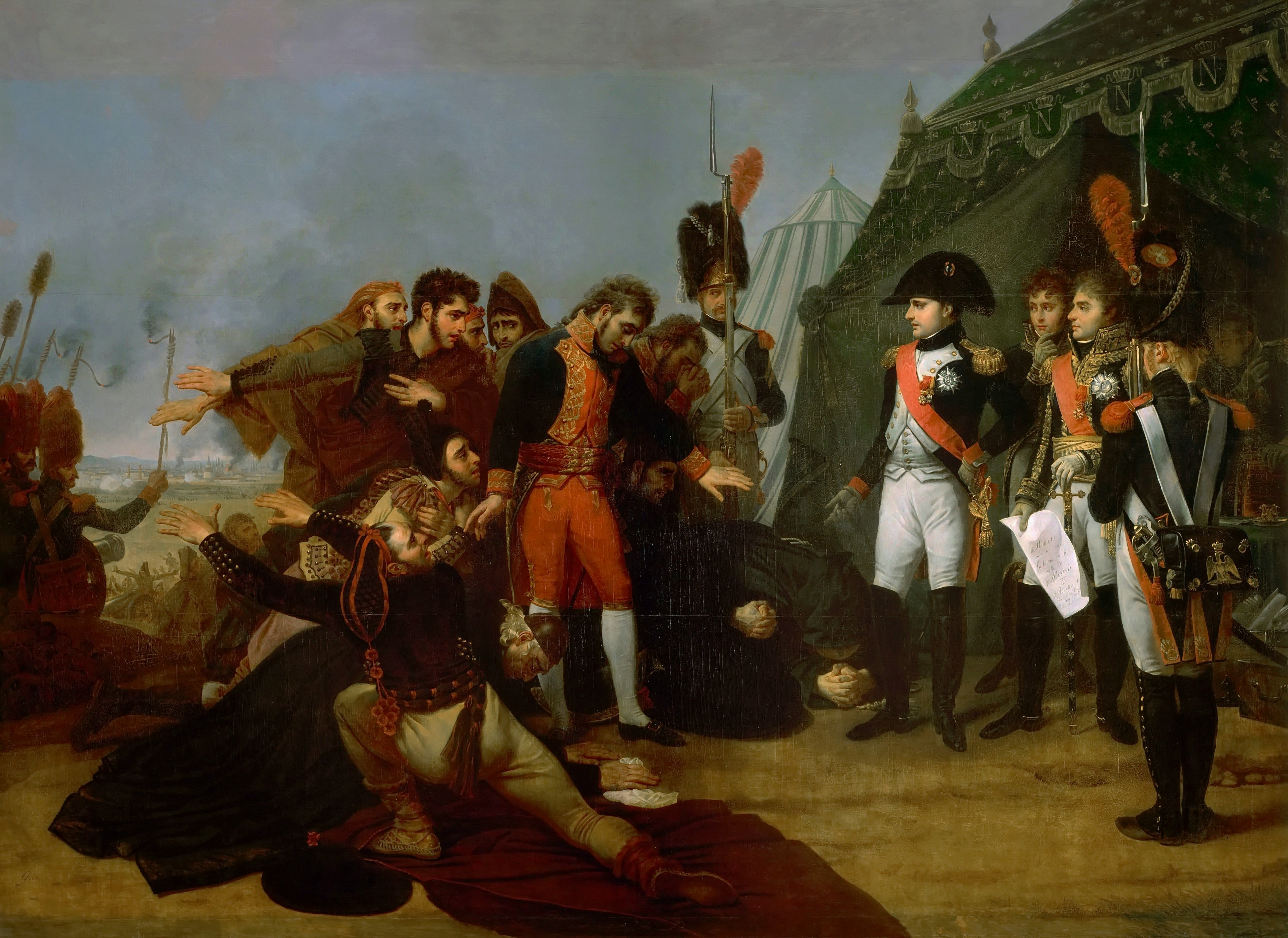
De capitulatie van Madrid op 4 december 1808, schilderij van Jean-Antoine Gros.

## Nasleep
Benito de San Juan vluchtte met het restant van zijn leger naar Madrid, amper een jaar later zou De San Juan gedood worden door zijn eigen soldaten. Op 1 december bereikte de eerste Franse soldaten de buitengebieden van Madrid. De lokale bevolking deed een poging om de stad te verdedigen tegen de Fransen, maar na een bombardement van Franse kanonnen was het verzet algauw gebroken. Op 4 december gaf de stad zich over aan de Franse keizer.